# Рочестер (Кентаки)
Рочестер (енгл. Rochester) град је у америчкој савезној држави Кентаки.

## Демографија
По попису из 2010. године број становника је 152, што је 34 (-18,3%) становника мање него 2000. године.
| Група             | 2000.        | 2010.        |
| Белци             | 186 (100,0%) | 152 (100,0%) |
| Афроамериканци    | 0 (0,0%)     | 0 (0,0%)     |
| Азијати           | 0 (0,0%)     | 0 (0,0%)     |
| Хиспаноамериканци | 0 (0,0%)     | 0 (0,0%)     |
| Укупно            | 186          | 152          |